# Lee Selby
Lee Selby (født 14. februar 1987 i Barry, Vale of Glamorgan i Storbritannien  er en britisk professionel bokser. Han har været verdensmester, i vægtklassen fjervægt, hos forbundet IBF siden 2015. Han har slået store bemærkelsesværdige navne som Ryan Walsh, Joel Brunker, Evgeny Gradovich, Fernando Montiel og Jonathan Victor Barros.